# Sjöfartsbok
En sjöfartsbok (på Engelska "Seafarer's discharge book") är en ID-handling för sjöfolk. I Sverige utfärdas den av Transportstyrelsen (tidigare sjöfartsverket). Den är av samma storlek som ett pass och har en ID-sida och ett antal tomma sidor där varje fartyg antecknar om på- och avmönstring. Sjöfartsboken är giltig i 10 år och kan inte ersätta pass eller någon annan ID-handling. En vvensk fjöfartsbok utfärdas endast till Svenska medborgare. 

## Fotnoter
1. ↑  ”Transportstyrelsen”,